# کلیمکس (جورجیا)
کلیمکس، جورجیا (به انگلیسی: Climax, Georgia) یک شهر در ایالات متحده آمریکا با جمعیت ۲۹۷ نفر است که در جورجیا واقع شده‌است.

## موقعیت جغرافیایی
موقعیت جغرافیایی شهرها و مناطق اطراف به شرح زیر است: